# Finn Árnasson
Finnr Árnason (moderní norština Finn Arnesson; zemřel cca 1065) byl norský šlechtic a rádce krále Olafa Haraldssona (později zvaný svatý Olaf) i krále Haralda III. Norského a později sloužil králi Svenovi II. Dánskému. Byl feudálním pánem (lendmann) z Austrått.

## Biografie
Finn byl jedním z osmi dětí, sedmi bratrů a sestry, Árni Arnmódssona nebo Armódssona, lendmanna, a jeho manželky Þory Þorsteinsdóttirové (dcery Thorsteina Gallowse). Finn byl ženatý s neteří krále Haralda Bergljótou Halvdansdóttir, dcerou Halfdana Sigurðssona (Halfdan Hadafylke) a sestry Sigurdra Sýra.
Hlavním zdrojem informací o Finnově životě je Heimskringla od Snorriho Sturlusona. Finn a jeho bratři Kálfr Árnason, Árni Árnason a Berorbergr Árnason se všichni objevují v ságách.
V roce 1028 Finn a jeho bratři Árni a Berorbergr společně s Rögnvaldem Brusasonem doprovázeli Olafa Haraldssona do exilu v Kyjevské Rusi. Vrátili se s ním a bojovali v bitvě u Stiklestadu v roce 1030, kde byl Olaf zabit. Kálfr Árnason byl jedním z vůdců nepřátelské armády.
Za vlády krále Haralda vládl Finn panství a pozemkům Austråttu poblíž Ørlandu v Trøndelagu. V roce 1051 byl jeho bratr Kálfr zabit v bitvě za krále Haralda na ostrově Fyn. Finn věřil, že král Harald úmyslně poslal Kálfra na smrt a obrátil se proti němu. Odešel do Dánska, aby sloužil králi Svenovi, který z něj udělal jarla a ustanovil jej vládcem Hallandu.
V roce 1062 Finn bojoval v bitvě u Nisy u pobřeží Hallandu mezi králem Svenem a králem Haraldem. Král Harald zvítězil; král Sven unikl, ale Finn, který odmítl uprchnout, byl zajat. Král Harald mu ušetřil život a v Hallandu ho osvobodil.

## Děti
Finova dcera Ingibjörg Finnsdóttir se provdala za Þorfinnra Sigurðarsona, hraběte z Orknejí a Máela Coluima mac Donnchada, skotského krále. Další dcera, Sigrið Finnsdóttir, se provdala za hraběte Ormra Eilifssona, prostřednictvím jeho dcery Ragnhild vnuka Hákona Sigurðarsona.